# Venturia longicauda
Venturia longicauda är en stekelart som beskrevs av David B. Wahl 1984. Venturia longicauda ingår i släktet Venturia och familjen brokparasitsteklar. Inga underarter finns listade i Catalogue of Life.